# Educație agricolă
Educația agricolă este forma de instruire despre producția recoltei, managementul animalelor domestice sau managementul șeptelului, conservarea solului și a apei, și despre alte aspecte ale agriculturii. Educația agricolă include instruirea în industria alimentară, cum ar fi nutriția. Educația agricolă împreună cu cea alimentară ajută la îmbunătățirea calității vieții pentru toți oamenii, prin faptul că fermierii sunt ajutați să-și mărească producția, resursele conservate, și să furnizeze alimente nutritive.